# Rijwiel- en Machinefabriek de Hinde

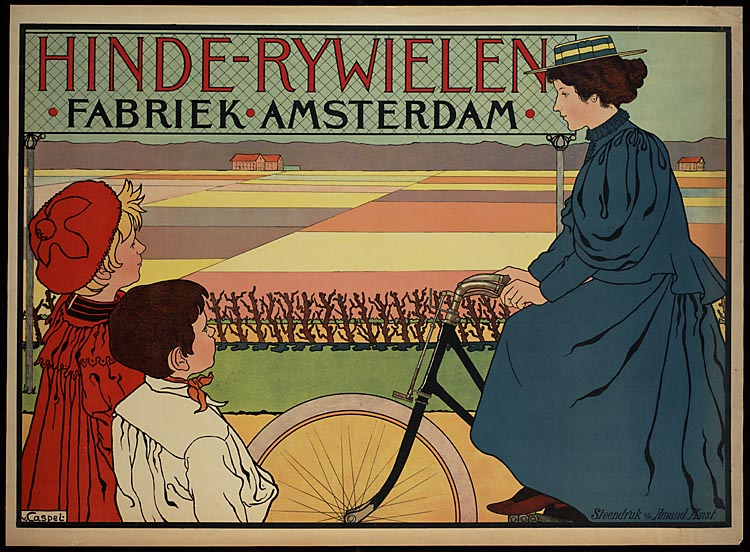
Hinde-Fahrrad-Reklame

Rijwiel- en Machinefabriek de Hinde war ein niederländischer Hersteller von Fahrrädern, Motorrädern und Automobilen.

## Unternehmensgeschichte
Das Unternehmen in Amsterdam begann 1888 mit der Produktion von Fahrrädern und später mit der Produktion von Motorrädern. Ab 1899 wurden unter der Leitung des Konstrukteurs Van Gink Automobile hergestellt. Die Autos wurden überwiegend als Hinde, gelegentlich als Van Gink vermarktet. 1900 wurde die Automobilproduktion eingestellt. Motorräder wurden bis 1938 hergestellt.

## Automobile
Es wurde nur ein Modell hergestellt, dabei handelte es sich um einen Kleinwagen. Für den Antrieb sorgten zwei luftgekühlte Motoren, die zusammen eine Leistung von 4,5 PS abgaben. Die Karosserie bot auf zwei Sitzbänken, die in Fahrtrichtung montiert waren, Platz für vier Personen. Der Kaufpreis betrug 2500 Gulden.